# Sutkagen-dor
Sutkagen-Dor ist die moderne Bezeichnung einer archäologischen Stätte an der pakistanischen Makran-Küste, die auf die Zeit um 2000 v. Chr. datiert wird. Unweit nördlich von Dschiwani gelegen handelt es sich um eine der westlichsten Städte der Induskultur.
Der Ort liegt am Dascht Kaur, ca. 45 km vom Meer entfernt. Es kann angenommen werden, das die Stadt einst direkt am Meer lag, das hier in der Zwischenzeit stark verlandet ist. Der Ort verfügte über eine mit Türmen befestigte Zitadelle. Nördlich und östlich davon lag die eigentliche Wohnstadt. 
Sutkagen-Dor wurde von Sir Aurel Stein entdeckt, der hier 1927 Testgrabungen durchführte. Weitere Untersuchungen fanden etwa 30 Jahre später unter G. F. Dales statt. Insgesamt kann die Stadt aber noch als unausgegraben bezeichnet werden.